# Диканька (усадьба)
Диканька — не сохранившаяся родовая усадьба Кочубеев в селе Диканька Полтавской губернии. Село принадлежало этому роду с конца XVII века.
В продолжение XVIII века Диканька превратилась в большое помещичье хозяйство с господским домом на 100 комнат, храмом-усыпальницей, конюшнями и манежем, пивоварней, розарием, оранжереями, каштановой аллеей. 
Дворец своим белоколонным портиком с треугольным фронтоном соответствовал модели классицистического здания, популяризованной в России архитектором Кваренги. В память о посещении имения императором Александром I в 1817 году парадный въезд был оформлен как небольшая триумфальная арка (1820, арх. Л. Руска). Усыпальницей Кочубеев служила Николаевская церковь-ротонда, приписываемая палладианцу Н. А. Львову.
Ансамбль усадьбы погиб в 1919 году, в разгар Гражданской войны. Сохранились только усадебная церковь, триумфальная арка, сиреневая роща и четыре древних дуба.
Незадолго до уничтожения усадьбы губернский комитет планировал на базе имения открыть сельскохозяйственный институт.